# Nederlands Balletorkest
Het Nederlands Balletorkest was een Nederlands symfonieorkest. Het orkest was de vaste partner van Het Nationale Ballet. Op 1 januari 2002 fuseerde het orkest met het Noordhollands Philharmonisch Orkest tot het nieuwe orkest Holland Symfonia, dat de vaste begeleidingstaken overnam. 
In de jaren 60 verzocht het Ministerie van Cultuur de muzikaal leider van het Nederlands Danstheater, Louis Stotijn, een orkest te vormen dat de voorstellingen van de balletensembles en het danstheater zou kunnen begeleiden. Dit werd het Nederlands Balletorkest. Chef-dirigenten waren onder anderen Jan Stulen (1970-1976), Lucas Vis (1976-1979), Roelof van Driesten (tot 1995) en Thierry Fischer (vanaf 1997). De thuisbasis van het Nederlands Balletorkest was het Muziektheater in Amsterdam.
Het fusieorkest Holland Symfonia dat uit het Nederlands Balletorkest was voortgekomen, werd in 2014 weer teruggebracht tot Het Balletorkest. 
Landelijk: Koninklijk Concertgebouworkest · Nederlands Philharmonisch Orkest · Nederlands Kamerorkest 

Landelijk/regionaal: Holland Symfonia · Rotterdams Philharmonisch Orkest · Residentie Orkest

Regionaal: Noord Nederlands Orkest · Orkest van het Oosten · Het Gelders Orkest · RBO Sinfonia · philharmonie zuidnederland · Het Zeeuws Orkest 

Orkesten van de Omroep: Radio Filharmonisch Orkest · Radio Kamer Filharmonie · Metropole Orkest

Opgeheven of gefuseerd: Amsterdams Philharmonisch Orkest · Frysk Orkest · Gewestelijk Orkest voor Zuid-Holland · Overijssels Philharmonisch Orkest / Forum Filharmonisch · Nederlands Balletorkest · Noordelijk Filharmonisch Orkest · Noordhollands Philharmonisch Orkest · Omroep Orkest · Radio Kamerorkest · Radio Symfonie Orkest · Utrechts Symfonie Orkest · Brabants Orkest · Limburgs Symfonie Orkest · West Nederlands Symfonie Orkest · Zuid-Hollands Orkest